# Regola di Chvorinov
La regola di Chvorinov è una relazione matematica che mette in relazione il tempo di solidificazione di una forma qualsiasi con il suo modulo termico. L'ingegnere cecoslovacco Nicolas Chvorinov ricavò questa relazione sperimentalmente nel 1940 studiando il tempo di solidificazione di alcune lastre, ovvero forme che hanno lunghezza molto superiore all'altezza. Sebbene industrialmente si usino ormai programmi e modelli matematici più complessi, la regola di Chvorinov rimane sempre una buona approssimazione per calcolare il tempo di solidificazione di un getto. La relazione può essere scritta come:
{\displaystyle T=CM^{n}}
dove T è il tempo di solidificazione, C è una costante che dipende dal tipo di materiale fuso e dalle caratteristiche di colata, n è una costante solitamente uguale a 2, a volte compresa tra 1,5 e 2. M è il modulo termico espresso come 
{\displaystyle M={\frac {V}{S}}}
dove V è il volume del getto ed S la superficie di scambio termico.
Si osserva come oggetti di modulo termico maggiore hanno un tempo di solidificazione maggiore. Il getto solidifica seguendo la direzione crescente dei moduli termici. Questa relazione facilita la progettazione dei sistemi di alimentazione: se si suddivide un getto in diverse parti, e si calcola il modulo termico di ogni parte, finirà di solidificare la zona con modulo termico maggiore, nella quale sarà quindi opportuno sistemare, ad esempio, una materozza per evitare l'effetto cono di ritiro.